# كريستيان جيربر (جراح)
كريستيان جيربر هو جراح سويسري، ولد في 24 مايو 1952.